# Okręg wyborczy Luton
Okręg wyborczy Luton powstał w 1885 r. i wysyłał do brytyjskiej Izby Gmin jednego deputowanego. Okręg obejmował miasto Luton w hrabstwie Bedfordshire. Został zlikwidowany w 1983 r.

## Deputowani do brytyjskiej Izby Gmin z okręgu Luton
- 1885–1892: Cyril Flower, Partia Liberalna
- 1892–1895: Samuel Whitbread
- 1895–1911: Thomas Ashton, Partia Liberalna
- 1911–1922: Cecil Harmsworth, Partia Liberalna
- 1922–1923: John Hewett, Partia Konserwatywna
- 1923–1924: Geoffrey Howard, Partia Liberalna
- 1924–1929: Terence O’Connor, Partia Konserwatywna
- 1929–1945: Leslie Burgin, Partia Liberalna, od 1931 r. Narodowi Liberałowie
- 1945–1950: William Warbey, Partia Pracy
- 1950–1963: Charles Hill, Partia Konserwatywna
- 1963–1970: William Howie, Partia Pracy
- 1970–1974: Charles Simeons, Partia Konserwatywna